# Forêt de Haye
La forêt de Haye [fɔʁɛ də ɛ] est un massif forestier, d'environ 11 000 hectares, dont 6 500 de forêt domaniale, situé sur un plateau allant de Toul à Nancy, dans le département français de Meurthe-et-Moselle.

## Histoire
La forêt de Haye est relativement récente à l'échelle historique ; des observations au Lidar ont en effet révélé que le site était largement occupé par des exploitations agricoles durant l'époque gallo-romaine avant d'être recouvert par la forêt.

### Comblement des fonds de Toul
Avant 1705, sur la route de Nancy à Toul, la traversée de la forêt de Haye était périlleuse à cause des brigands. Une rumeur dit même que le duc Léopold y fut victime d'une attaque, ce qui le conduisit à construire une levée du côté de Nancy, pour surélever la route par rapport aux sous-bois environnants[réf. nécessaire].
Mais c'est sous Stanislas que démarra en 1745 le comblement des fonds de Toul près du lieu-dit les Baraques, à la limite de Champigneulles, Laxou et Velaine-en-Haye. Le remblaiement de ces deux gouffres emploiera les corvéables des subdélégations de Nancy, Pont-à-Mousson, Vézelise et Lunéville. Ceux-ci étaient mobilisés pour deux ou trois semaines, parfois davantage. Ils étaient logés sur place, d'où le nom du lieu-dit, et devaient fournir eux-mêmes les outils et animaux de traits. Les travaux dureront quinze ans, jusqu'en 1760. Ils permirent d'élever la route de 48 mètres au-dessus de son niveau précédent.

### Exploitation forestière

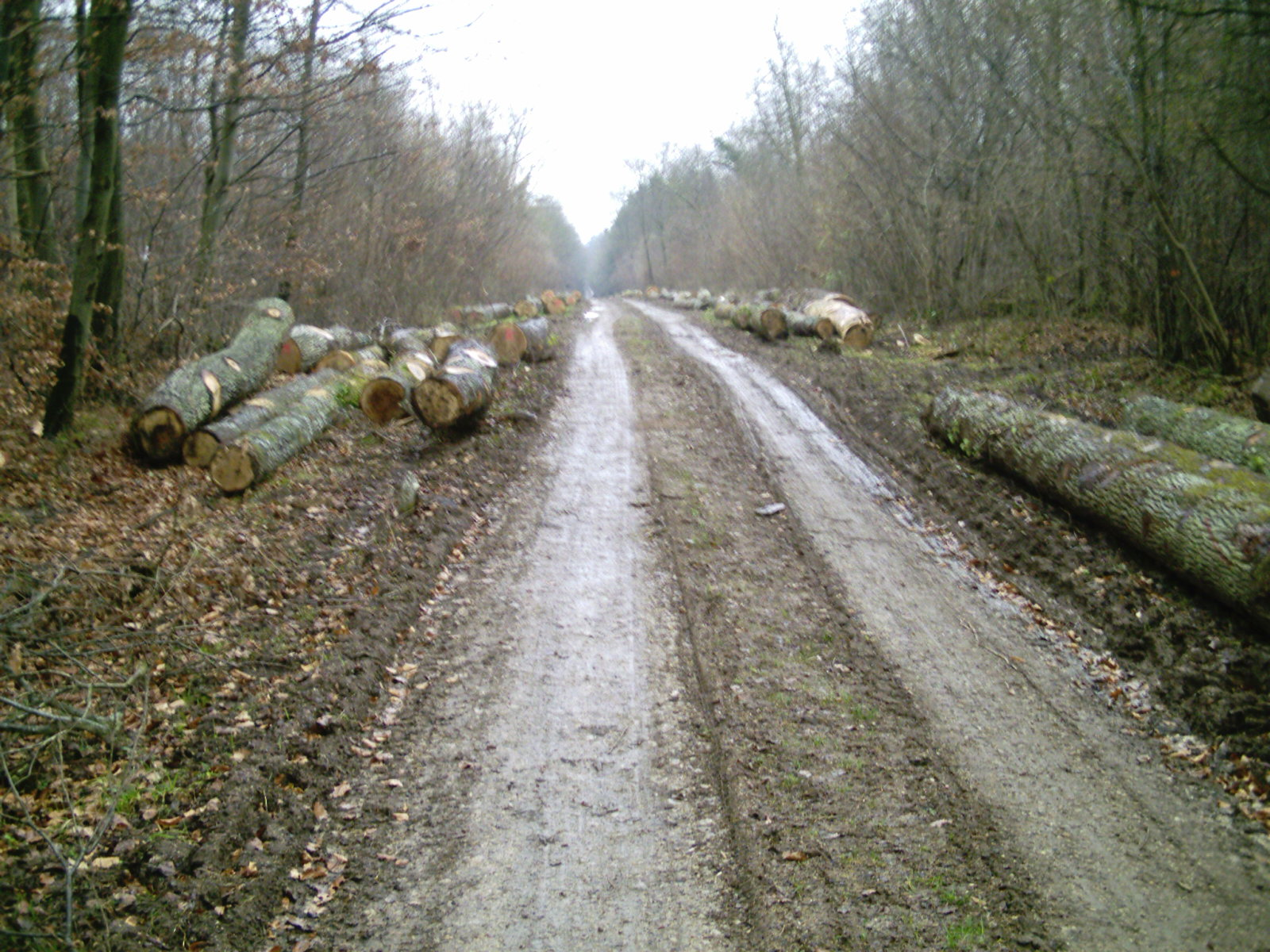
Petite Haye.

Le massif de Haye constitue une exploitation forestière, divisée en très exactement 500 parcelles domaniales, no 1 vers le nord à no 500 vers le sud, et possédant en moyenne une vingtaine de parcelles par commune limitrophe du massif.
La forêt est majoritairement composée de hêtres, favorisés par le climat et le sous-sol calcaire, mais aussi d'autres essences comme les chênes, frênes, charmes ou érables.
Au XVIe siècle, la forêt était menacée par le surpâturage et de nombreuses zones se transformaient en fourasses : des taillis dégradés au point de rendre la régénération difficile. Les ducs de Lorraine encadreront ensuite plus strictement son exploitation.
Au XIXe siècle, les droits d'affouage étaient encore une source de revenus importants pour les localités du voisinage.
Vers 1860, la gestion est passée d'un traitement en taillis sous futaie, destiné au bois de chauffage, à un traitement en futaie régulière de hêtre pour produire du bois d'œuvre.
Après 1870, la forêt sera considérée comme un organe stratégique important pour la défense du camp retranché de Toul. Son défrichement sera sévèrement contrôlé par l'autorité militaire.

## Géographie

### Situation
La forêt de Haye, située à l'Ouest de l'agglomération de Nancy, se développe sur le vaste plateau calcaire de Haye. C'est le plus vaste massif forestier proche de Nancy et de son agglomération.

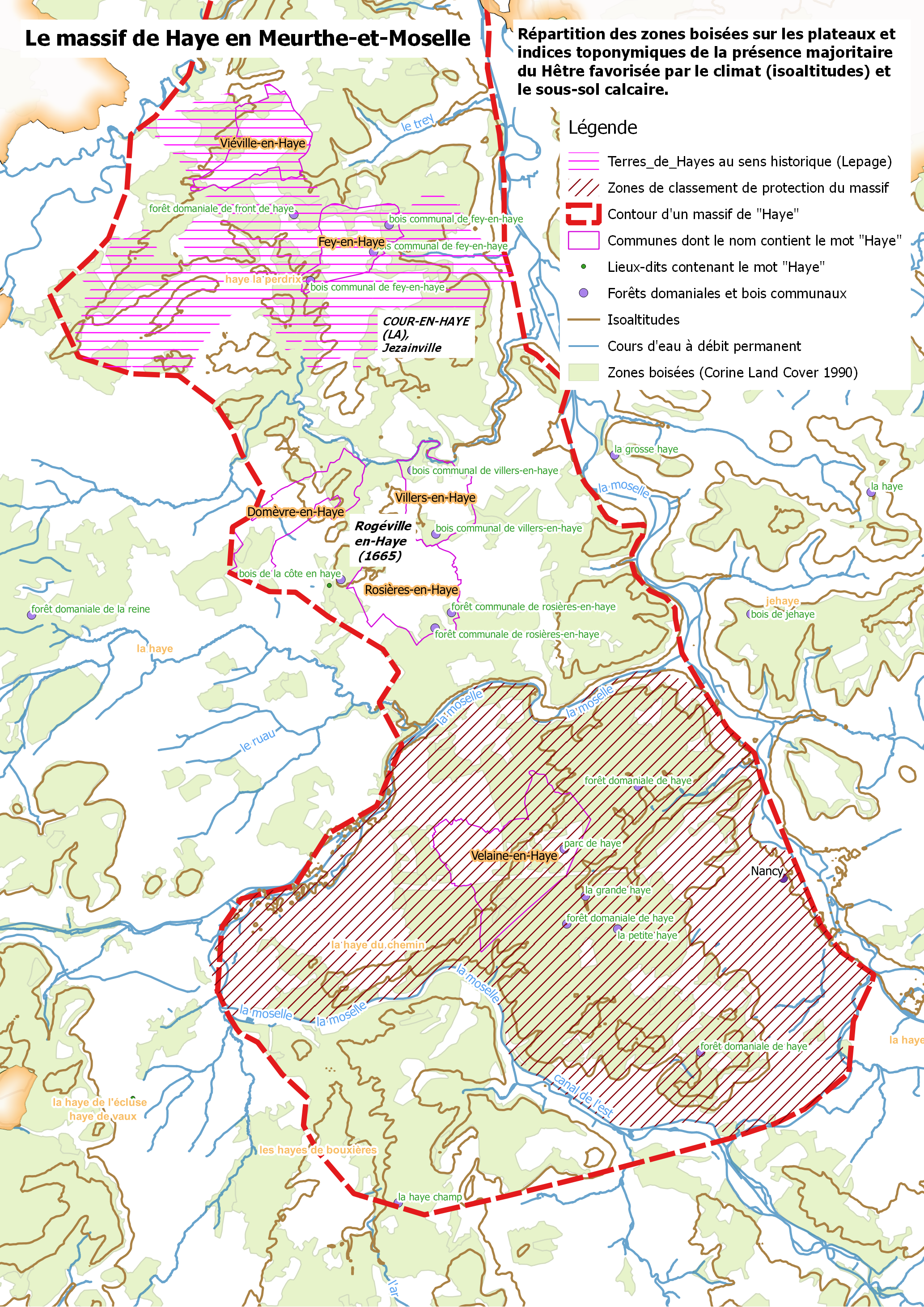
Massif Haye (répartition du Hêtre sur les plateaux calcaires) OpenStreetMap et QGIS, mentions additionnelles. Le village de Lironville a également fait partie des « terres de Haye » (Leronville-en-Helz (1308)).

Délimitée, sur sa façade Ouest, par la boucle de la Moselle de Messein jusqu'à Toul et par la côtes de Moselle sur la façade Est, la forêt de Haye s'étend sur une vingtaine de communes meurthe-et-mosellanes, à savoir : Aingeray, Bois-de-Haye (regroupement de Velaine-en-Haye et Sexey-les-Bois), Chaligny, Champigneulles, Chavigny, Frouard, Gondreville, Houdemont, Laxou, Liverdun, Ludres, Maron, Maxéville, Messein, Neuves-Maisons, Vandœuvre-lès-Nancy, Villers-lès-Nancy et Villey-le-Sec.

### Contexte
Depuis 1937, l'urbanisation a réduit sa superficie d'environ 1 000 hectares. Durant la tempête Lothar de 1999, 2 000 hectares d'arbres furent balayés.
Elle est morcelée par les autoroutes A31 et l'A33 à la fois d'Est en Ouest en son centre et du Nord au Sud à l'Est, en rocade de l'agglomération de Nancy.
La forêt possède tous les aménagements nécessaires à la randonnée ainsi qu'une base de loisirs, le parc de Haye. Une autre zone à vocation touristique sont les fourasses de Laxou et Villers-lès-Nancy, entre l'A33 et l'agglomération nancéienne. Ces zones font l'objet d'une exploitation sylvicole adaptée pour préserver les paysages.

### Géologie
Il y a 164 à 170 millions d'années, lorsque son cours était au plus haut, la Moselle creusa la roche calcaire en formant des grottes, comme le gouffre des Chiens à Maron, la grotte du Chaos, la grotte de la Carrière et la grotte du Géant situées à Gondreville, etc. dont certaines furent occupées par les Hommes dès le néolithique,. Au total les communes du massif hébergent une soixantaine de grottes et diaclases explorées par les spéléologues.

### Climat
Le plateau de Haye abrite le vallon de Bellefontaine, une entaille forestière aux versants encaissés disposant d'un microclimat dit de vallon froid. Ce site accueille le seul ruisseau du plateau et l'on peut y trouver une végétation de type submontagnard ainsi qu'une flore relique des époques glaciaires telle que l'ornithogale des Pyrénées. La température la plus basse relevée a été atteinte lors de l'hiver de 1879-1880 avec −30 °C en décembre 1879. Les précipitations enregistrées sont de l'ordre de 800 mm par an.

## Étymologie
La première attestation du nom de la forêt est silva Heis en 960. Il s'agit d'une ancienne forme du mot haie, qui est issu du vieux bas francique *hagja. Le sens initial de la racine germanique est « enclos ». En ancien français, il désigne une clôture faite d'arbres, d'arbustes et d'épineux qui s'entrelacent. On a des attestations à partir du XIIe siècle de l'emploi du terme au sens de « terrain boisé servant de zone de défense, clôturé et réservé à la chasse ». L'exemple de la forêt de Haye et d'autres issus de la toponymie médiévale montrent que ce nom a été donné à des forêts clôturées dès le haut Moyen Âge.

## Activités

### Parc de Haye
La base de loisirs est située à Velaine-en-Haye, sur le terrain d'un ancien camp militaire américain appelé Les Baraques. Le site accueille des aires de jeu, un parcours de santé, les terrains d'entraînement et le centre de formation de l'ASNL, un club de tennis, de boules, un centre équestre, le musée automobile de Lorraine, une ferme forestière (ancien zoo), un minigolf, de nombreuses associations sportives ou de loisirs, un restaurant ainsi qu'une auberge.

### Protection environnementale
À la suite des nombreuses atteintes à ce massif, dues principalement à l'urbanisation et à la création d'infrastructures routières, plusieurs associations ont initié, le 4 octobre 2006, la démarche pour obtenir le classement en forêt de protection. Plusieurs éléments, dont le refus en 2007 de la Communauté urbaine du Grand Nancy d'inscrire cette protection dans son projet d'agglomération, ont conduit à la création d'un collectif d'associations (Association pour la promotion et la sauvegarde du massif forestier de Haye, qui comporte 62 associations à ce jour) et au lancement d'une pétition. Le préfet de Meurthe-et-Moselle a réuni le comité de suivi du massif de Haye le 30 avril 2009 et a proposé le lancement officiel des études visant à ce classement, avec la création de cinq groupes de travail. Ceci a conclu à un accord ministériel pour la réalisation d'une enquête publique qui a arrêté un périmètre, et a abouti au classement du massif le 30 octobre 2018.

## Lieux et monuments
- La source de La Vaux-de-Clef, sur la commune de Liverdun[18] (48° 44′ 51″ N, 6° 08′ 28″ E)
- Abreuvoir à chevaux, sur la commune de Liverdun (48° 44′ 10″ N, 6° 05′ 29″ E), daté et utilisé durant la Première Guerre mondiale.
- La source de l'Asnée à Villers-lès-Nancy (émergence des eaux du Spéléodrome de Nancy) dont le captage fut construit de 1898 à 1906 et dont l'eau alimenta Nancy jusqu'en 1932[19].

### Fort de Frouard
Le fort de Frouard, construit de 1879 à 1883 après l'annexion de l'Alsace-Lorraine en 1871, situé sur la commune de Champigneulles.

### Batterie de l'Éperon
La batterie de l'Éperon également construite de 1879 à 1883 après l'annexion de l'Alsace-Lorraine en 1871, située à 1,5 km au Nord-Est du fort de Frouard, sur la commune de Frouard,.

### Forteresse des Rays
La forteresse des Rays également appelé château de Frouard qui est nommé dans un acte du duc de Lorraine Ferry III en 1262. Situé sur un promontoire, il ne reste de cet édifice qu’une enceinte polygonale flanquée de tours carrées, noyée dans la forêt qui surplombe la vallée. Fréquemment engagé, il ne semble pas avoir subi de siège avant d’avoir été entièrement détruit au cours de la guerre de Trente Ans en 1633 sous le règne de Louis XIII, puis fut démantelé par Richelieu vers 1635. Les vestiges surplombent les villes de Frouard et Pompey et offrent un panorama d’exception sur la Moselle. Le château se place en vis-à-vis avec le château de l'Avant-Garde à Pompey, un souterrain reliait ceux-ci sous la Moselle, ce souterrain a été détruit lors des travaux de canalisation en grand gabarit de celle-ci.

### Mine du Val de Fer
La mine du Val de Fer à Neuves-Maisons, exploitée de 1874 à 1968.

### Sites archéologiques

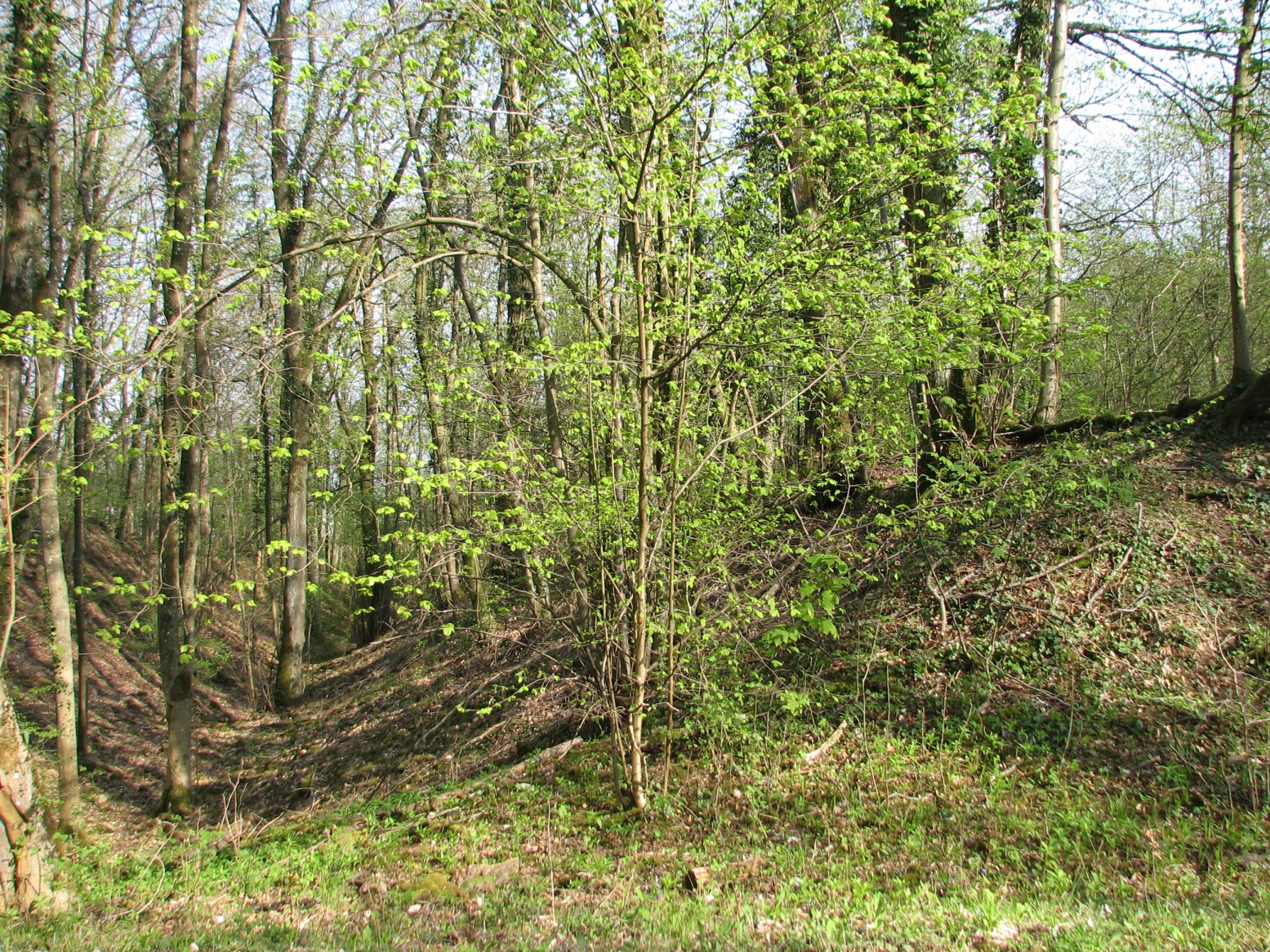
Fossés de la Cité d'Affrique envahis par la végétation.

L'extrémité sud-est de la forêt de Haye comporte les vestiges d'un site archéologique datant du Ve siècle avant notre ère.
Plus récemment, le plateau de Haye fut habité et cultivé à l'époque romaine, constituant un gigantesque site archéologique agraire antique réparti de part et d'autre d'une voie romaine allant de Frouard à Maron.

### Site spéléologique
À la suite du fort accroissement de la population de l'agglomération nancéienne lié à l'annexion de 1871, les besoins en eaux furent considérablement augmentés et un ensemble de galeries a été aménagé par l'homme afin de récupérer les eaux d'infiltration du plateau de Haye. Abandonnées dès les années 1930, ces galeries développant environ 6,6 km ont été réhabilitées pour la pratique de la spéléologie par l'Union spéléologique de l'agglomération nancéienne (USAN) en 1991 et sont gérées par la Ligue spéléologique lorraine (LISPEL). Désormais appelées le spéléodrome de Nancy, elles servent de lieu de formation à la spéléologie et la plongée souterraine. Chaque année le site est ouvert au grand public par l'USAN à l'occasion des Journées européennes du patrimoine.
Au niveau de la commune de Pierre-la-Treiche un endokarst, situé sous le fond de la vallée de la Moselle et recoupé lorsque la rivière s'est encaissée, a conduit à la création du plus grand ensemble de cavités souterraines naturelles (39) du département et le plus important développement cumulé du département. Ces cavités, comme celles de Gondreville et Villey-le-Sec, se développent en partie sous le massif forestier de Haye.